# 오누르 키브라크
오누르 키브라크(튀르키예어: Onur Kıvrak, 1988년 1월 1일 ~ )는 골키퍼로 활약한 튀르키예의 은퇴한 축구 선수이다.

## 수상

### 트라브존스포르
- 튀르키예 쿠파스: 2009–10
- 튀르키예 쉬페르 쿠파: 2010